# Chrisantos Dimitriadis
Chrisantos Dimitriadis (gr. Χρύσανθος Δημητριάδης; ur. 21 lipca 1933 w Salonikach, zm. 2008) – grecki polityk i inżynier elektryk, w latach 1984–1988 poseł do Parlamentu Europejskiego II kadencji.

## Życiorys
Studiował na Politechnice Narodowej w Atenach i Politechnice Mediolańskiej. Pracował jako inżynier elektryk. W 1984 uzyskał mandat deputowanego w Parlamencie Europejskim jako jedyny reprezentant prawicowej listy Ethniki Politiki Enossis (Narodowej Unii Politycznej) pod nieformalnym przywództwem uwięzionego Jeorjosa Papadopulosa. Został wiceprzewodniczącym grupy Europejska Prawica (1984–1988). Znalazł się m.in. w Komisji ds. Gospodarczych i Walutowych oraz Polityki Przemysłowej, Komisji ds. Regulaminu i Petycji oraz Komisji ds. Kontroli Budżetu, a także objął funkcję wiceprzewodniczącego Delegacji ds. stosunków z Cyprem (1987–1988). W kwietniu 1985 został wraz z grupą eurodeputowanych przyjęty na oficjalnej audiencji przez Jana Pawła II. 31 lipca 1988 zrezygnował z funkcji, zastąpił go Aristidis Dimopulos.